# National Academy of Scuba Educators
La National Academy of Scuba Educators (NASE) è un'organizzazione di addestramento alla subacquea ed una delle prime a utilizzare il Nitrox fin dai primi corsi Open Water Diver.

## Storia
La NASE viene fondata in Texas, a Lubbock, nel 1982. Nel 1989 assorbe la WASE (Worldwide Association of Scuba Educators).
Nel 1997 viene comprato il marchio NASE/WASE per l'Europa dai fratelli Iacono e inizia la produzione di tutto il materiale didattico sotto la direzione di Vittorio Bianchini. Di fatto negli anni 90 i corsi NASE/WASE negli USA venivano svolti senza manualistica e fu un duro lavoro produrre tutta la gamma di manuali e corsi necessari per lavorare nel mercato Italiano ed europeo. Nel 1998 fratelli Iacono aprono la sede italiana di NASE/WASE ITALIA, sotto il controllo della quale vengono aperte le sedi in Egitto ed in vari paesi europei. Negli anni successivi NASE/WASE ITALIA si adopera per l'apertura di uffici in mar rosso, Ungheria  e Spagna. Nel 2016 la gestione europea di NASE/WASE si separa da quella americana, mantenendo operativo il marchio WASE DivEducation (Worldwide Academy of Scuba Educators).

## Didattica
L'offerta didattica di WASE DivEducation offre le seguenti tipologie di corsi subacquei:
- Corsi in Apnea
  - Skin Diver
  - Free Diving 1,2,3
- Corsi Ricreativi:
  - Scuba Kid,
  - Discovery Scuba,
  - Scuba Diver,
  - Open Water Diver,
  - Advanced Open Water Diver,
  - CPR-First Aid (primo soccorso e Basic Life Support),
  - Rescue Diver.
- Corsi di Specialità:
  - nitrox diver,
  - naturalist diver,
  - deep diving,
  - navigation diver,
  - night diving,
  - dry suit,
  - archaeology diver,
  - equipment,
  - boat diver,
  - wreack diver,
  - drift diver,
  - underwaterphoto,
  - underwatervideo,
  - altitude diver,
  - buoyacy diver,
  - diving computer,
  - search and recovery,
  - full face mask,
  - ice diving,
  - SPA diver,
  - shark awareness diver,
  - DPV diver,
  - ARO
- Corsi Tecnici
  - Primary Tek,
  - Air Tek 50,
  - Trimix 60,
  - Trimix 80
  - Trimix 100.
- Corsi Professionali:
  - Divemaster;
  - Assistant Instructor,
  - Open Water Instructor,
  - Specialty Instructor,
  - Divemaster Instructor,
  - CPR-First Aid Instructor,
  - Instructor Training Program Staff Instructor,
  - Master Instructor,
  - Instructor Trainer.